# Alfred Persson i Björsbyholm
Nils Alfred Persson (i riksdagen kallad Persson i Björsbyholm), född 19 oktober 1862 i Sunne, död där 25 september 1942, var en svensk lantbrukare och politiker (liberal). 
Alfred Persson, som kom från en bondefamilj, visades i Nordamerika 1887–1891 och slog sig sedan ner som lantbrukare och sadelmakare i Norra Borgby i Sunne, där han också var kommunalt verksam.
Han var riksdagsledamot i andra kammaren 1912–1914 samt 1915–1924, fram till 1921 för Värmlands läns norra valkrets och därefter för Värmlands läns valkrets. Som kandidat för Frisinnade landsföreningen tillhörde han Liberala samlingspartiet i riksdagen, efter den liberala partisplittringen Frisinnade folkpartiet. Han var bland annat suppleant i bankoutskottet 1918–1924.